# Campionat de Suïssa de ciclisme en ruta

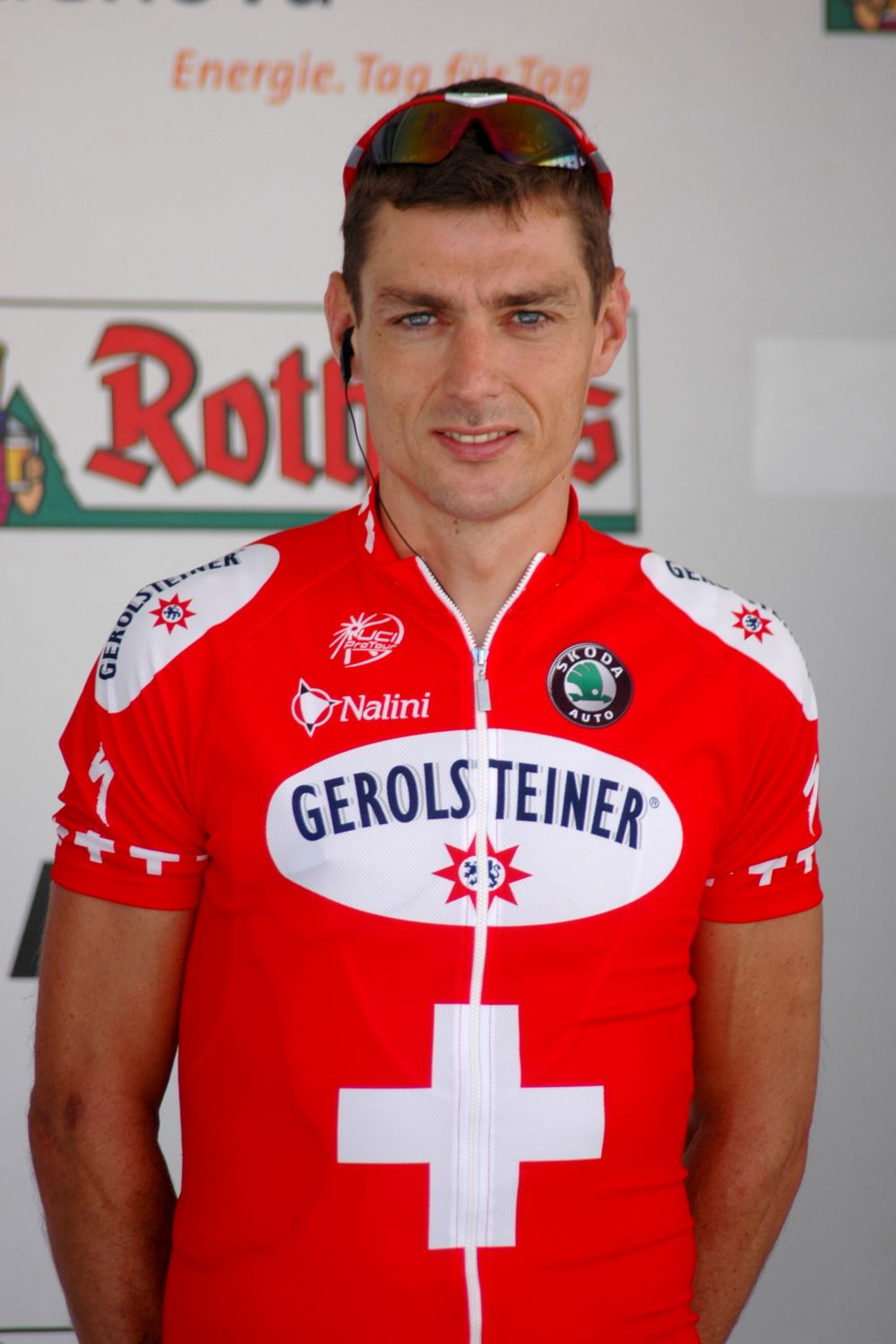
Beat Zberg amb el mallot de Campió de Suïssa.

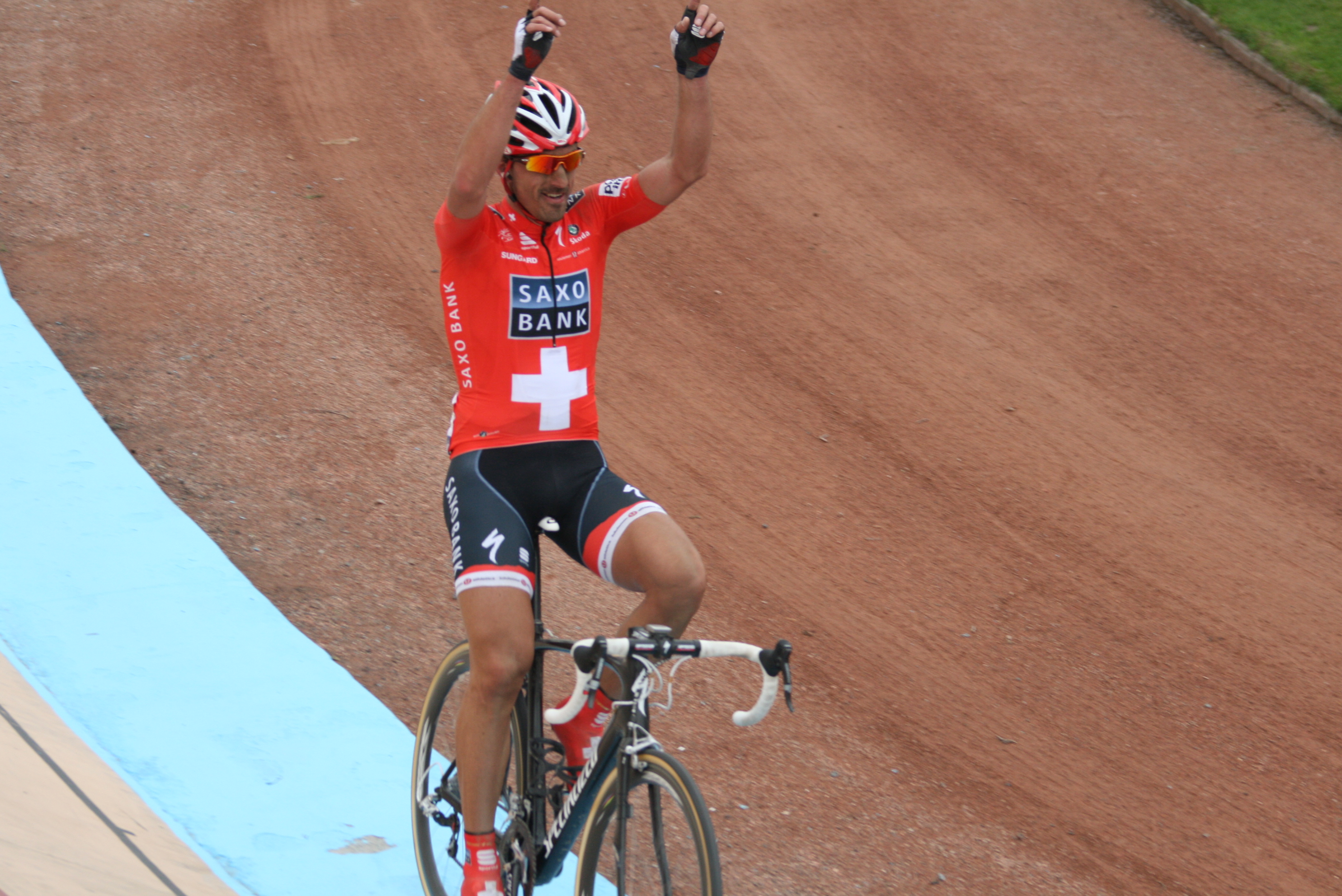
Fabian Cancellara a la París-Roubaix 2010

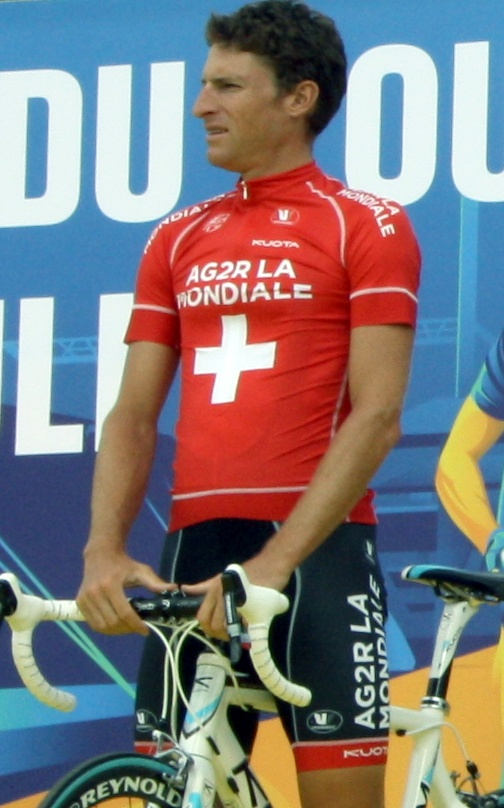
Martin Elmiger a la presentació del Tour de França 2010

El Campionat de Suïssa de ciclisme en ruta és una competició ciclista que serveix per a determinar el Campió de Suïssa de l'especialitat. La primera edició es disputà el 1892. El títol s'atorga al vencedor d'una única carrera. El vencedor obté el dret a portar un mallot amb els colors de la bandera suïssa fins al Campionat de l'any següent en qualsevol prova en ruta.

## Palmarès masculí
| Any  | Primer                | Segon                 | Tercer               |
| 1892 | Edouard Wicky         | Eugène Wicky          | Robert Crausaz       |
| 1893 | Edouard Wicky         | Theo Champion         | Arnold Bozino        |
| 1894 | Henri Favre           | Serge Sarzano         | Gaston Beguin        |
| 1895 | Henri Favre           | Jacques Gonzet        | Arnold Bozino        |
| 1896 | Jean Vionnet          | Henri Favre           | Ernst Kaeser         |
| 1897 | Jean Vionnet          | -                     | -                    |
| 1898 | Albert Furrer         | Emile Barrot          | Georg Isler          |
| 1899 | Fritz Ryser           | Charles Calame        | Georg Isler          |
| 1900 | Charles Lugon         | Albert Dubach         | Franz Jucker         |
| 1902 | Albert Dubach         | Paul Locher           | Albert Mamie         |
| 1904 | Alexandre Castellino  | Marcel Lequatre       | Charles Piquet       |
| 1908 | Henri Rheinwald       | Heinrich Gaugler      | Franz Suter          |
| 1909 | Charles Guyot         | Henri Rheinwald       | Marcel Lequatre      |
| 1910 | Charles Guyot         | Robert Chopard        | Erwin Kohler         |
| 1911 | Robert Chopard        | Emile Chopard         | Konrad Werfeli       |
| 1911 | Marcel Perrière       | Henri Rheinwald       | Otto Wiedmer         |
| 1912 | Henri Rheinwald       | -                     | -                    |
| 1913 | Otto Wiedmer          | Marcel Perrière       | Henri Rheinwald      |
| 1914 | Oscar Egg             | Henri Rheinwald       | Marcel Perrière      |
| 1915 | Marcel Perrière       | Charles Guyot         | Paul Suter           |
| 1916 | Marcel Perrière       | Arnold Grandjean      | Henri Rheinwald      |
| 1917 | Ernst Kaufmann        | Marcel Perrière       | Marcel Lequatre      |
| 1918 | Ernst Kaufmann        | Henri Suter           | Heinrich Wegmann     |
| 1919 | Henri Rheinwald       | Marcel Lequatre       | Walter Rochat        |
| 1920 | Henri Suter           | Max Suter             | Otto Wiedmer         |
| 1921 | Henri Suter           | Charles Guyot         | Charles Perrière     |
| 1922 | Henri Suter           | Henri Collé           | Marius Demierre      |
| 1923 | Henri Guillod         | Henri Suter           | Kastor Notter        |
| 1924 | Kastor Notter         | Henri Reymond         | Henri Collé          |
| 1925 | Kastor Notter         | Henri Suter           | Henri Reymond        |
| 1926 | Henri Suter           | Albert Blattmann      | Roger Pipoz          |
| 1927 | Kastor Notter         | Albert Blattmann      | Henri Reymond        |
| 1928 | Albert Blattmann      | Georges Antenen       | Eugen Schlegel       |
| 1929 | Henri Suter           | Georges Antenen       | Albert Meyer         |
| 1930 | Georges Antenen       | Albert Blattmann      | Gérard Wuilleumier   |
| 1931 | Albert Büchi          | Georges Antenen       | Alfred Bula          |
| 1932 | Auguste Erne          | Albert Büchi          | Ernst Meier          |
| 1933 | Georges Antenen       | Roger Pipoz           | Theo Heimann         |
| 1934 | Hans Gilgen           | Kurt Stettler         | Walter Blattmann     |
| 1935 | Paul Egli             | Auguste Erne          | Fritz Hartmann       |
| 1936 | Paul Egli             | Karl Litschi          | Albert Büchi         |
| 1937 | Leo Amberg            | Robert Zimmermann     | Werner Buchwalder    |
| 1938 | Leo Amberg            | Hans Martin           | Werner Buchwalder    |
| 1939 | Karl Litschi          | Fritz Saladin         | Hans Martin          |
| 1940 | Edgar Buchwalder      | Hans Martin           | Werner Buchwalder    |
| 1941 | Karl Litschi          | Paul Egli             | Walter Diggelmann    |
| 1942 | Edgar Buchwalder      | Hans Knecht           | Leo Amberg           |
| 1943 | Hans Knecht           | Ernst Näf             | Fritz Stocker        |
| 1944 | Ernst Näf             | Josef Wagner          | Hans Maag            |
| 1945 | Ernst Wuthrich        | Josef Wagner          | Leo Weilenmann       |
| 1946 | Hans Knecht           | Werner Buchwalder     | Ernst Näf            |
| 1947 | Hans Knecht           | Karl Litschi          | Pietro Tarchini      |
| 1948 | Ferdi Kübler          | Georges Aeschilmann   | Emilio Croci-Torti   |
| 1949 | Ferdi Kübler          | Emilio Croci-Torti    | Fritz Schaer         |
| 1950 | Ferdi Kübler          | Fritz Schaer          | Gottfried Weilenmann |
| 1951 | Ferdi Kübler          | Giovanni Rossi        | Fritz Zbinden        |
| 1952 | Gottfried Weilenmann  | Carlo Lafranchi       | Jean Brun            |
| 1953 | Fritz Schaer          | Marcel Huber          | Carlo Lafranchi      |
| 1954 | Ferdi Kübler          | Fritz Schaer          | Carlo Clerici        |
| 1955 | Hugo Koblet           | Carlo Clerici         | Hans Hollenstein     |
| 1956 | Rolf Graf             | Attilio Moresi        | Fritz Gallati        |
| 1957 | Hans Hollenstein      | Max Schellenberg      | Toni Gräser          |
| 1958 | Jean-Claude Grêt      | Toni Gräser           | Oscar Von Büren      |
| 1959 | Rolf Graf             | Attilio Moresi        | Fritz Gallati        |
| 1960 | René Strehler         | Rolf Graf             | Erwin Lutz           |
| 1961 | Ernst Fuchs           | Rolf Graf             | Rolf Maurer          |
| 1962 | Rolf Graf             | Giovanni Albisetti    | Attilio Moresi       |
| 1963 | Attilio Moresi        | Rolf Maurer           | Rudolf Hauser        |
| 1964 | Rudolf Hauser         | Manfred Haeberli      | Robert Hintermüller  |
| 1965 | Robert Hagmann        | Werner Weber          | Willy Spuhler        |
| 1966 | Paul Zollinger        | Hans Stadelmann       | Louis Pfenninger     |
| 1967 | Alfred Ruegg          | Willy Spühler         | René Binggeli        |
| 1968 | Karl Brand            | Peter Abt             | Emil Zimmermann      |
| 1969 | Bernard Vifian        | Louis Pfenninger      | Erwin Thalmann       |
| 1970 | Kurt Rub              | Erwin Thalmann        | Peter Abt            |
| 1971 | Louis Pfenninger      | Jürg Schneider        | Erwin Thalmann       |
| 1972 | Josef Fuchs           | Louis Pfenninger      | Erich Spahn          |
| 1973 | Josef Fuchs           | Louis Pfenninger      | Bruno Hubschmid      |
| 1974 | Roland Salm           | Louis Pfenninger      | Ueli Sutter          |
| 1975 | Roland Salm           | Josef Fuchs           | Ueli Sutter          |
| 1976 | Roland Salm           | Ueli Sutter           | Roland Schär         |
| 1977 | Roland Salm           | René Savary           | Guido Amrhein        |
| 1978 | Gody Schmutz          | Erwin Lienhard        | Josef Fuchs          |
| 1979 | Hansjörg Aemisegger   | Bruno Wolfer          | Guido Amrhein        |
| 1980 | Gody Schmutz          | Erwin Lienhard        | Daniel Gisiger       |
| 1981 | Stefan Mutter         | Daniel Gisiger        | Erwin Lienhard       |
| 1982 | Gilbert Glaus         | Bruno Wolfer          | Daniel Muller        |
| 1983 | Serge Demierre        | Stefan Mutter         | Gottfried Schmutz    |
| 1984 | Erich Maechler        | Hubert Seiz           | Gilbert Glaus        |
| 1985 | Gody Schmutz          | Urs Freuler           | Heinz Imboden        |
| 1986 | Urs Zimmermann        | Jörg Müller           | Jean-Marie Grezet    |
| 1987 | Jörg Müller           | Pascal Richard        | Daniel Gisiger       |
| 1988 | Hubert Seiz           | Guido Winterberg      | Fabian Fuchs         |
| 1989 | Pascal Richard        | Niki Rüttimann        | Herbert Niederberger |
| 1990 | Rolf Jaermann         | Hans-Rudi Marki       | Tony Rominger        |
| 1991 | Laurent Dufaux        | Daniel Steiger        | Mauro Gianetti       |
| 1992 | Thomas Wegmüller      | Erich Maechler        | Beat Zberg           |
| 1993 | Pascal Richard        | Rolf Jaermann         | Mauro Gianetti       |
| 1994 | Felice Puttini        | Karl Kalin            | Rocco Cattaneo       |
| 1995 | Felice Puttini        | Pascal Richard        | Rolf Jaermann        |
| 1996 | Armin Meier           | Beat Zberg            | Oskar Camenzind      |
| 1997 | Oskar Camenzind       | Roland Meier          | Niki Aebersold       |
| 1998 | Niki Aebersold        | Armin Meier           | Frantz Hotz          |
| 1999 | Armin Meier           | Daniel Schnider       | Mauro Gianetti       |
| 2000 | Markus Zberg          | Marcel Strauss        | Roger Beuchat        |
| 2001 | Martin Elmiger        | Pierre Bourquenoud    | Daniel Schnider      |
| 2002 | Alexandre Moos        | Roger Beuchat         | Pierre Bourquenoud   |
| 2003 | Daniel Schnider       | Roger Beuchat         | Niki Aebersold       |
| 2004 | Grégory Rast          | Sascha Urweider       | Oskar Camenzind      |
| 2005 | Martin Elmiger        | Alexandre Moos        | Marcel Strauss       |
| 2006 | Grégory Rast          | Marcel Strauss        | Aurélien Clerc       |
| 2007 | Beat Zberg            | Fabian Cancellara     | David Loosli         |
| 2008 | Markus Zberg          | Martin Elmiger        | Mathias Frank        |
| 2009 | Fabian Cancellara     | Mathias Frank         | Thomas Frei          |
| 2010 | Martin Elmiger        | Simon Zahner          | Pirmin Lang          |
| 2011 | Fabian Cancellara     | Steve Morabito        | Martin Kohler        |
| 2012 | Martin Kohler         | Michael Albasini      | Fabian Cancellara    |
| 2013 | Michael Schär         | Martin Elmiger        | Martin Kohler        |
| 2014 | Martin Elmiger        | Michael Albasini      | Steve Morabito       |
| 2015 | Danilo Wyss           | Sébastien Reichenbach | Mathias Frank        |
| 2016 | Jonathan Fumeaux      | Pirmin Lang           | Steve Morabito       |
| 2017 | Silvan Dillier        | Stefan Küng           | Kilian Frankiny      |
| 2018 | Steve Morabito        | Patrick Schelling     | Michael Schär        |
| 2019 | Sébastien Reichenbach | Simon Pellaud         | Mathias Frank        |
| 2020 | Stefan Küng           | Danilo Wyss           | Simon Pellaud        |
| 2021 | Silvan Dillier        | Simon Pellaud         | Johan Jacobs         |
| 2022 | Robin Froidevaux      | Sébastien Reichenbach | Colin Stüssi         |
| 2023 | Marc Hirschi          | Antoine Debons        | Simon Pellaud        |
| 2024 | Mauro Schmid          | Simon Pellaud         | Stefan Bissegger     |
| 2025 | Mauro Schmid          | Marc Hirschi          | Valentin Darbellay   |

### Palmarès sub-23
| Any  | Primer           | Segon              | Tercer               |
| 1996 | Nick Waldmeier   | Michel Klinger     | Pietro Zucconi       |
| 1997 | Patrick Calcagni | Sven Montgomery    | Cédric Fragnière     |
| 1998 | Cédric Fragnière | Steve Zampieri     | Benoît Volery        |
| 1999 | Benoît Volery    | Stefan Rütimann    | Uwe Straumann        |
| 2000 | Aurélien Clerc   | Martin Elmiger     | Grégory Rast         |
| 2001 | Vincent Bader    | David Rusch        | Olivier Wirz         |
| 2002 | Grégory Rast     | Xavier Pache       | Michael Albasini     |
| 2003 | Laurent Arn      | Andrea Ros         | Andreas Dietziker    |
| 2004 | Hubert Schwab    | Daniel Gysling     | Steve Bovay          |
| 2005 | Loïc Mühlemann   | Remo Spirgi        | Benjamin Baumgartner |
| 2006 | Maxime Beney     | Mathias Frank      | Silvère Ackermann    |
| 2007 | Elias Schmäh     | Mathieu Deschenaux | Peter Andres         |
| 2008 | Laurent Beuret   | Marcel Wyss        | Elias Schmäh         |
| 2009 | Silvan Dillier   | Nicolas Lüthi      | Daniel Henggeler     |
| 2010 | Michael Bär      | Alexandre Mercier  | Marcel Aregger       |
| 2011 | Marcel Aregger   | Silvan Dillier     | Patrick Schelling    |
| 2012 | Remo Schuler     | Silvan Dillier     | Jan Keller           |
| 2013 | Simon Pellaud    | Colin Stüssi       | Stefan Küng          |
| 2014 | Fabian Lienhard  | Lukas Spengler     | Lukas Müller         |
| 2015 | Patrick Müller   | Frank Pasche       | Lukas Spengler       |
| 2016 | Lukas Spengler   | Nico Selenati      | Timo Güller          |
| 2018 | Lukas Ruegg      | Robin Froidevaux   | Marc Hirschi         |
| 2019 | Mauro Schmid     | Antoine Aebi       | Damian Lüscher       |
| 2020 | No disputat      | No disputat        | No disputat          |
| 2021 | Valère Thiébaud  | Félix Stehli       | Fabio Christen       |

## Palmarès femení
| Any  | Primera              | Segona               | Tercera              |
| 1982 | Stefania Carmine     | Yolanda Kalt         | Evelyne Müller       |
| 1983 | Evelyne Müller       | Stefania Carmine     | Yolanda Kalt         |
| 1984 | Edith Schönenberger  | Barbara Erdin-Ganz   | Yolanda Kalt         |
| 1985 | Edith Schönenberger  | Stefania Carmine     | Barbara Erdin-Ganz   |
| 1986 | Edith Schönenberger  | Barbara Erdin-Ganz   | Stefania Carmine     |
| 1987 | Edith Schönenberger  | Evelyne Müller       | Nicole Suter         |
| 1988 | Isabelle Michel      | Edith Schönenberger  | Barbara Erdin-Ganz   |
| 1989 | Edith Schönenberger  | Luzia Zberg          | Evelyne Müller       |
| 1990 | Barbara Heeb         | Sandra Krauer        | Beatrice Horisberger |
| 1991 | Luzia Zberg          | Barbara Erdin-Ganz   | Yvonne Schnorf-Wabel |
| 1992 | Luzia Zberg          | Barbara Erdin-Ganz   | Barbara Heeb         |
| 1993 | Luzia Zberg          | Maria Heim           | Diana Rast           |
| 1994 | Luzia Zberg          | Barbara Heeb         | Carmen Da Ronch      |
| 1995 | Barbara Heeb         | Luzia Zberg          | Diana Rast           |
| 1996 | Maria Heim           | Yvonne Schnorf-Wabel | Barbara Heeb         |
| 1997 | Yvonne Schnorf-Wabel | Barbara Heeb         | Diana Rast           |
| 1998 | Barbara Heeb         | Diana Rast           | Yvonne Schnorf-Wabel |
| 1999 | Priska Doppmann      | Nicole Brändli       | Yvonne Schnorf-Wabel |
| 2000 | Diana Rast           | Yvonne Schnorf-Wabel | Priska Doppmann      |
| 2001 | Nicole Brändli       | Priska Doppmann      | Marcia Vouets-Eicher |
| 2002 | Nicole Brändli       | Priska Doppmann      | Marcia Vouets-Eicher |
| 2003 | Nicole Brändli       | Barbara Heeb         | Diana Rast           |
| 2004 | Sereina Trachsel     | Nicole Hofer         | Sarah Grab           |
| 2005 | Sereina Trachsel     | Nicole Brändli       | Annette Beutler      |
| 2006 | Annette Beutler      | Nicole Brändli       | Patricia Schwager    |
| 2007 | Sereina Trachsel     | Annette Beutler      | Nicole Brändli       |
| 2008 | Jennifer Hohl        | Pascale Schnider     | Emilie Aubry         |
| 2009 | Jennifer Hohl        | Bettina Kuhn         | Andrea Wolfer        |
| 2010 | Emilie Aubry         | Pascale Schnider     | Doris Schweizer      |
| 2011 | Pascale Schnider     | Patricia Schwager    | Jennifer Hohl        |
| 2012 | Jennifer Hohl        | Andrea Wolfer        | Emilie Aubry         |
| 2013 | Doris Schweizer      | Sandra Weiss         | Emilie Aubry         |
| 2014 | Mirjam Gysling       | Linda Indergand      | Doris Schweizer      |
| 2015 | Jolanda Neff         | Marcia Eicher-Vouets | Doris Schweizer      |
| 2016 | Doris Schweizer      | Nicole Hanselmann    | Jutta Stienen        |
| 2017 | Nicole Hanselmann    | Marlen Reusser       | Jutta Stienen        |
| 2018 | Jolanda Neff         | Sina Frei            | Nicole Hanselmann    |
| 2019 | Marlen Reusser       | Elise Chabbey        | Jutta Stienen        |
| 2020 | Elise Chabbey        | Linda Indergand      | Lara Krähemann       |
| 2021 | Marlen Reusser       | Elise Chabbey        | Noemi Rüegg          |
| 2022 | Caroline Baur        | Sina Frei            | Lara Krähemann       |
| 2023 | Marlen Reusser       | Elena Hartmann       | Elise Chabbey        |
| 2024 | Noemi Rüegg          | Linda Zanetti        | Caroline Baur        |
| 2025 | Steffi Häberlin      | Elise Chabbey        | Noemi Rüegg          |